# Tumbatu
Tumbatu è la terza più grande isola dell'arcipelago di Zanzibar, in Tanzania, dopo Unguja (Zanzibar) e Pemba. Si trova a nordovest di Unguja; la sua estremità meridionale si trova ad appena 2 km dalla cittadina di Mkokotoni su Unguja. Nonostante la prossimità, Tumbatu è stata storicamente isolata dal resto dell'arcipelago dall'anello di barriera corallina che la circonda.
L'isola è lunga circa 8 km e larga 2 km nel punto di maggiore estensione (a sud).
La popolazione è concentrata nella parte meridionale dell'isola, e in particolare nelle due cittadine di Jongowe e Kichangani. La popolazione locale è probabilmente arrivata qui nel cosiddetto periodo shirazi (della colonizzazione arabo-persiana dell'Africa orientale); quasi tutti gli abitanti si riconoscono nel gruppo etnico shirazi. Nella parte sudorientale dell'isola si trovano le rovine di Makutani, che in epoca precoloniale fu uno dei più grandi e importanti insediamenti dell'arcipelago.